# Help Me Make It Through the Night
Help Me Make It Through the Night ("Aide-moi à passer la nuit") est une ballade de musique country composée par Kris Kristofferson et sortie sur son album de 1970, Kristofferson.
Elvis Presley l’enregistre en 1971, et quatre autres artistes l’enregistrent également la même année : Joan Baez sur son album  Blessed Are... (juillet 1971), Gladys Knight & the Pips en 1972, Bryan Ferry sur son album  Another Time, Another Place (Octobre 1974), Jerry Lee Lewis, qui enregistre une version bluesy sur son album "Touching Home", et la chanteuse de country Sammi Smith, dont l’enregistrement est le plus connu et le plus vendu.  Il s’est classé parmi les singles de country les plus appréciés en ce qui concerne les ventes, la popularité et le passage à l’antenne. Il est numéro un en tant que single de country et est aussi un hit métissé, étant numéro huit au palmarès des États-Unis. D'autres chanteurs enregistrent la chanson durant les années 1970 et au début des années 1980. La version la plus vendue après celle de Smith est enregistrée par Gladys Knight & the Pips en 1972. (Huff and Puff en préleva de nombreux échantillons pour un morceau de danse, Help me make it, en 1996.)
La version de Sammi Smith a reçu en 1998 le Grammy Hall of Fame Award.

## Contexte et création
Kristofferson dit qu’il trouva l’inspiration du chant dans un entretien dans Esquire avec Frank Sinatra.  Quand on demanda à Sinatra en quoi il croyait, il répondit, « L’alcool, les gonzesses, la Bible – tout ce qui peut m’aider à passer la nuit ».
Kristofferson écrivit la chanson quand il était un parolier pauvre séjournant chez Dottie West et son époux Bill dans Shy’s Hill Road dans le quartier de Green Hills à Nashville. Quand il offrit la chanson à Dottie elle dit qu’elle contenait « trop d’allusions grivoises ». Elle l’enregistra avant la fin de l’année, mais d’ici là elle avait été sortie par plusieurs chanteurs avec parfois un véritable succès. Plus tard, West dit qu’elle regrettait énormément de ne pas l'avoir enregistrée quand on la lui offrit initialement.

## Contenu
Les paroles de Kristofferson expriment l’envie d’un homme de l’intimité sexuelle[style à revoir], mais elles sont controversées[Quoi ?] en 1971 parce que c’est une femme qui les chante:  « I don't care what's right or wrong, I don't try to understand / Let the devil take tomorrow, Lord tonight I need a friend » (Je n'sais si c'est bien ou mal / Je me fous de ce qu'on dit / Ce soir ma vie me fait mal / J'aurais besoin d'un ami).

## Reprises et adaptations

### Reprises
Des reprises de la chanson paraissent au début des années 1980 sur des albums de Lynn Anderson, de Loretta Lynn, de Olivia Newton-John (If Not for You), de Andy Williams, de Skeeter Davis, de Tammy Wynette et de Dottie West.  Ray Price l’enregistre sur son album For The Good Times, qu’on sort légèrement avant la sortie du single de Sammi Smith. Johnny Cash et son épouse June Carter Cash font une reprise de cette chanson en duo. L’enregistrement se trouve dans la compilation de 2006, June Carter and Johnny Cash: Duets, sortie par Sony BMG. En cette version, Johnny Cash insère "June" avant la ligne tonight I need a friend comme un signe d’affection pour son épouse. Jeannie C. Riley enregistre le chant aussi.
L’enregistrement de Sammi Smith est au top du hit parade aux États-Unis. Le 20 février 1971, il est numéro huit au palmarès des États-Unis de Billboard, et il a du succès au Canada, au Royaume-Uni et en Allemagne. Les stations adultes contemporaines adoptent la chanson et elle atteint un sommet de numéro trois dans le classement Easy Listening de Billboard. En 1972 la version de Gladys Knight & the Pips est numéro 33 dans le Billboard Hot 100 et numéro 13 dans le classement Hot Soul Singles. La version de Smith gagne un Prix Grammy de la performance meilleure d’une chanteuse de country.
Plus tard en 1971 Joan Baez enregistre la chanson aussi et l’inclut sur l’album Blessed Are....  (Dans ses mémoires de 1987 Baez révéla qu’elle eut une liaison avec Kristofferson à cette époque.) Peggy Lee enregistre la chanson cette année pour son album Where Did They Go.
Engelbert Humperdinck enregistre la chanson sur son album de 1971 album Another Time, Another Place et encore en 2009 pour A Taste of Country.
En 1974 John Holt fait une reprise de la chanson sur son album 1000 Volts of Holt. Cette année sa version de la chanson se classa parmi les dix meilleures du Royaume-Uni.
Plus tard en 1974, la défunte enfante star Lena Zavaroni en fait une reprise et la chantait souvent en public. En  1976 Sergio Franchi enregistre sa version métissée sur l’album 20 Magnificent Songs, qui paraît chez Dynahouse.
En 1978 on invite Kris Kristofferson sur le plateau de la série télévisée The Muppets et il chante "Help Me Make It Through the Night" en duo avec Miss Piggy, qui en est folle.
En 1990 le musicien de country Ray Stevens, qui spécialise en chansons parodiques, produit une version burlesque dans un tempo bluegrass plus rapide et entrecoupant les lignes avec des effets satiriques. Une autre version burlesque est enregistrée par le groupe parodique Big Daddy dans le style de The Coasters. Pinkard & Bowden en enregistre une autre parodie intitulée "Help Me Make It Through the Yard" ("Aide-moi à traverser le cour"), qui raconte l’histoire d’un ivrogne.
En Autriche une version célèbre de la chanson est enregistrée en Allemagne par S.T.S., intitulée "Gö, Du Bleibst Heut Nacht Bei Mir". En Colombie une version espagnole est enregistrée par Marco T en 2001. Le chanteur britannique Charlie Landsborough enregistre la chanson sur son album de 2009, "Nothing Lasts Forever".
En 2008 Mariah Carey fait une reprise de la chanson en tournant le film Tennessee.
En 2013 le concurrent d’American Idol Kree Harrison en fait une reprise dans la série 12 pendant la semaine "Songs They Wish They Had Written" .
En 2014 Bryan Adams en fait une reprise sur son album Tracks of My Years.
En 2018, Michael Bublé en duo avec Loren Allred sur l'album Love.

### Adaptations
En 1975 la chanteuse québécoise, Claude Valade enregistre une version française de la chanson Aide-moi à passer la nuit, produite et distribuée par London Deram Records. La chanson devient célèbre et est numeró trois dans le classement pop, et s'y maintient pendant plus de six mois. En 2007 Annie Blanchard l‘enregistre pour la deuxième fois en français chez Musicor Records et la chanson est numéro six des vingt meilleures pendant 26 semaines. C’est l'auteur-compositeur canadienne Christine Charbonneau qui écrit les paroles françaises.
Toujours en 1975, Long Chris écrit pour Johnny Hallyday une nouvelle adaptation française sous le titre Reste avec moi cette nuit, pour son album La terre promise.